# Mistrzostwa Ameryki Południowej w Lekkoatletyce 2013
48. Mistrzostwa Ameryki Południowej w Lekkoatletyce – zawody lekkoatletyczne, które odbyły się od 5 do 7 lipca 2013 w Cartagena de Indias.
Czempionat Ameryki Południowej siódmy raz odbył się w Kolumbii (poprzednio w 2006), a Cartagena de Indias ugościła zawody pierwszy raz w historii.

## Rezultaty

### Mężczyźni
| Konkurencja:                  | 1. miejsce                                                                                  | Rezultat    | 2. miejsce                                                                           | Rezultat      | 3. miejsce                                                                                     | Rezultat     |
| Bieg na 100 m                 | Álex Quiñónez                                                                               | 10,22       | Bruno de Barros                                                                      | 10,33         | Isidro Montoya                                                                                 | 10,38        |
| Bieg na 200 m                 | Álex Quiñónez                                                                               | 20,44 =CR   | Bernardo Baloyes                                                                     | 20,71         | Jorge Henrique Vides                                                                           | 20,71        |
| Bieg na 400 m                 | José Meléndez                                                                               | 46,31       | Wagner Francisco Cardoso                                                             | 46,38         | Stephan James                                                                                  | 46,47 PB     |
| Bieg na 800 m                 | Rafith Rodríguez                                                                            | 1:46,34     | Diego Diniz Gomes                                                                    | 1:48,17       | Lutimar Paes                                                                                   | 1:48,50      |
| Bieg na 1500 m                | Jean Carlos Machado                                                                         | 3:45,94     | Federico Bruno                                                                       | 3:45,94       | Iván López                                                                                     | 3:46,00      |
| Bieg na 5000 m                | Byron Piedra                                                                                | 14:15,35    | Víctor Aravena                                                                       | 14:17,97      | Javier Guerin                                                                                  | 14:19,82 PB  |
| Bieg na 10 000 m              | Solonei da Silva                                                                            | 29:51,79    | José Luis Rojas                                                                      | 30:13,10 PB   | William Naranjo                                                                                | 30:19,29     |
| Bieg na 3000 m z przeszkodami | José Gregorio Peña                                                                          | 8:32,01 CR  | Mauricio Valdivia                                                                    | 8:44,36       | Gladson Barbosa                                                                                | 8:45,10      |
| Bieg na 110 m przez płotki    | Jorge McFarlane                                                                             | 13,61 NR    | Mateus Facho Inocêncio                                                               | 13,67         | Jonatha Mendes                                                                                 | 13,84        |
| Bieg na 400 m przez płotki    | Mahau Suguimati                                                                             | 49,86       | Andrés Silva                                                                         | 50,52         | Yeison Rivas                                                                                   | 51,01        |
| Sztafeta 4 × 100 m            | Brazylia · José Carlos Moreira · Jorge Henrique Vides · Jefferson Lucindo · Rebert Firmiano | 39,47       | Kolumbia · Isidro Montoya · Vladimir Valencia · Daniel Grueso · Yeison Rivas         | 39,76         | Wenezuela · Jermaine Chirinos · Álvaro Cassiani · Alberth Bravo · Alberto Aguilar              | 39,81        |
| Sztafeta 4 × 400 m            | Wenezuela · Arturo Ramírez · Alberth Bravo · José Meléndez · Freddy Mezones                 | 3:03,64     | Kolumbia · Alejandro Perlaza · Carlos Andrés Lemos · Rafith Rodriguez · Yeison Rivas | 3:06,25       | Brazylia · Wagner Francisco Cardoso · Jonathan da Silva · Hederson Estefani · Willian Carvalho | 3:08,60      |
| Chód na 20 000 m              | Caio Bonfim                                                                                 | 1:24:28,40  | Éider Arévalo                                                                        | 1:24:36,40 PB | Andrés Chocho                                                                                  | 1:26:20,18   |
| Skok wzwyż                    | Talles Frederico Silva                                                                      | 2,22        | Wanner Miller Guilherme Cobbo                                                        | 2,19          |                                                                                                |              |
| Skok o tyczce                 | Thiago Braz                                                                                 | 5,83 AR, CR | Germán Chiaraviglio                                                                  | 5,40          | João Gabriel Sousa                                                                             | 5,40         |
| Skok w dal                    | Mauro da Silva                                                                              | 8,24 CR     | Jorge McFarlane                                                                      | 8,01w         | Irving Saladino                                                                                | 7,94         |
| Trójskok                      | Jefferson Sabino                                                                            | 16,73       | Jhon Murillo                                                                         | 16,36         | Jonathan Henrique Silva                                                                        | 16,35        |
| Pchnięcie kulą                | Germán Lauro                                                                                | 20,87 CR    | Darlan Romani                                                                        | 19,64         | Michael Putman                                                                                 | 18,73        |
| Rzut dyskiem                  | Germán Lauro                                                                                | 60,45       | Andres Rossini                                                                       | 57,77         | Mauricio Ortega                                                                                | 57,76 NJR PB |
| Rzut młotem                   | Wagner Domingos                                                                             | 71,36       | Juan Ignacio Cerra                                                                   | 69,33         | Allan Wolski                                                                                   | 66,25        |
| Rzut oszczepem (szczegóły)    | Víctor Fatecha                                                                              | 76,14       | Arley Ibargüen                                                                       | 76,13         | Braian Toledo                                                                                  | 75,33        |
| Dziesięciobój                 | Roman Gastaldi                                                                              | 7273 pkt.   | Renato Atila                                                                         | 7175 pkt.     | Óscar Campos                                                                                   | 7026 pkt.    |

### Kobiety
| Konkurencja:                  | 1. miejsce                                                                              | Rezultat      | 2. miejsce                                                                       | Rezultat      | 3. miejsce                                                                         | Rezultat    |
| Bieg na 100 m                 | Ana Cláudia Silva                                                                       | 11,21         | Franciela Krasucki                                                               | 11,27         | Eliecet Palacios                                                                   | 11,56       |
| Bieg na 200 m                 | Ana Cláudia Silva                                                                       | 22,70w        | Nercely Soto                                                                     | 23,05w        | Erika Chávez                                                                       | 23,10w      |
| Bieg na 400 m                 | Joelma Sousa                                                                            | 52,25         | Nercely Soto                                                                     | 53,96         | Yennifer Padilla                                                                   | 54,28       |
| Bieg na 800 m                 | Rosibel García                                                                          | 2:02,45       | Flavia de Lima                                                                   | 2:02,94 PB    | Andrea Ferris                                                                      | 2:03,57     |
| Bieg na 1500 m                | Rosibel García                                                                          | 4:15,84 CR    | Muriel Coneo                                                                     | 4:15,84 CR PB | Andrea Ferris                                                                      | 4:16,34     |
| Bieg na 5000 m                | Carolina Tabares                                                                        | 16:09,82 PB   | Gladys Tejeda                                                                    | 16:19,39 PB   | Wilma Arizapana                                                                    | 16:22,82 PB |
| Bieg na 10 000 m              | Cruz da Silva                                                                           | 34:44,14 PB   | Carolina Tabares                                                                 | 34:47,59      | Diana Landi                                                                        | 35:12,53 PB |
| Bieg na 3000 m z przeszkodami | Erika Lima                                                                              | 9:54,97 PB    | Rolanda Bell                                                                     | 10:04,01      | Muriel Coneo                                                                       | 10:09,91 PB |
| Bieg na 100 m przez płotki    | Lina Flórez                                                                             | 13,09         | Brigitte Merlano                                                                 | 13,20         | Fabiana dos Santos                                                                 | 13,21       |
| Bieg na 400 m przez płotki    | Liliane Cristina Barbosa                                                                | 58,03         | Déborah Rodríguez                                                                | 58,06         | Fernanda Tavares                                                                   | 58,83       |
| Sztafeta 4 × 100 m            | Brazylia · Ana Cláudia Silva · Franciela Krasucki · Jailma de Lima · Evelyn dos Santos  | 43,37         | Kolumbia · Eliecet Palacios · Alejandra Idrovo · Lina Flórez · Yomara Hinestroza | 44,01         | Wenezuela · Lexabeth Hidalgo · Nercely Soto · Genesi Romero · Nelsibeth Villalobos | 45,44       |
| Sztafeta 4 × 400 m            | Brazylia · Joelma Sousa · Evelyn dos Santos · Liliane Cristina Barbosa · Jailma de Lima | 3:35,37       | Kolumbia · Yennifer Padilla · Lina Flórez · Rosibel García · Janeth Largacha     | 3:36,29       | Ekwador · Erika Chávez · Celene Cevallos · Yadira Méndez · Nicol Minota            | 3:43,01     |
| Chód na 20 000 m              | Sandra Arenas                                                                           | 1:37.46,17 PB | Annabel Orjuela                                                                  | 1:38.59,78    | Wendy Cornejo                                                                      | 1:39.43,89  |
| Skok wzwyż                    | Mônica Freitas                                                                          | 1,79          | Angie Paola García                                                               | 1,76 =PB      | Kashany Ríos Aline Fernanda Santos                                                 | 1,73        |
| Skok o tyczce                 | Karla da Silva                                                                          | 4,20          | Valeria Chiaraviglio                                                             | 4,15          | Milena Agudelo                                                                     | 3,90        |
| Skok w dal                    | Macarena Reyes                                                                          | 6,54 NR       | Keila Costa                                                                      | 6,49          | Jéssica Carolina dos Reis                                                          | 6,49w       |
| Trójskok                      | Keila Costa                                                                             | 14,21w        | Yosiri Urrutia                                                                   | 13,92 PB      | Giselly Andrea Landazuri                                                           | 13,71       |
| Pchnięcie kulą                | Geísa Arcanjo                                                                           | 18,27         | Sandra Lemos                                                                     | 17,72         | Ahymará Espinoza                                                                   | 17,47 NR    |
| Rzut dyskiem                  | Fernanda Raquel Borges                                                                  | 60,79         | Rocío Comba                                                                      | 58,75         | Karen Gallardo                                                                     | 57,04       |
| Rzut młotem                   | Rosa Rodríguez                                                                          | 68,38         | Johana Moreno                                                                    | 67,22         | Jennifer Dahlgren                                                                  | 65,82       |
| Rzut oszczepem                | Flor Ruíz                                                                               | 60,23 CR      | Laila e Silva                                                                    | 58,80         | Jucilene de Lima                                                                   | 57,73       |
| Siedmiobój                    | Tamara de Sousa                                                                         | 5685 pkt.     | Ana Camila Pirelli                                                               | 5610 pkt.     | Agustina Zerboni                                                                   | 5317 pkt.   |

## Klasyfikacja medalowa
| Miejsce | Kraj      | Złoto | Srebro | Brąz | Razem |
| 1       | Brazylia  | 24    | 11     | 13   | 48    |
| 2       | Kolumbia  | 7     | 17     | 10   | 34    |
| 3       | Wenezuela | 4     | 2      | 4    | 10    |
| 4       | Argentyna | 3     | 6      | 3    | 12    |
| 5       | Ekwador   | 3     | 0      | 4    | 7     |
| 6       | Peru      | 1     | 3      | 2    | 6     |
| 7       | Chile     | 1     | 2      | 2    | 5     |
| 8       | Paragwaj  | 1     | 1      | 0    | 2     |
| 9       | Urugwaj   | 0     | 2      | 0    | 2     |
| 10      | Panama    | 0     | 1      | 4    | 5     |
| 11      | Boliwia   | 0     | 0      | 1    | 1     |
| 11      | Gujana    | 0     | 0      | 1    | 1     |

## Rekordy
Podczas mistrzostw ustanowiono 6 krajowych rekordów w kategorii seniorów:
| Zawodnik         | Reprezentacja | Konkurencja                        | Rezultat |
| ---------------- | ------------- | ---------------------------------- | -------- |
| Jorge McFarlane  | Peru          | bieg na 110 metrów przez płotki    | 13,61    |
| Thiago Braz      | Brazylia      | skok o tyczce                      | 5,83     |
| María Caballero  | Paragwaj      | bieg na 1500 metrów                | 4:22,35  |
| Zulema Arenas    | Peru          | bieg na 3000 metrów z przeszkodami | 10:12,72 |
| Macarena Reyes   | Chile         | skok w dal                         | 6,54     |
| Ahymará Espinoza | Wenezuela     | pchnięcie kulą                     | 17,47    |